# فلیکس زوبیزارتا
فلیکس زوبیزارتا (انگلیسی: Félix Zubizarreta; ۳ مهٔ ۱۸۹۴ – تاریخ ورودی نامعتبر است) بازیکن فوتبال اهل اسپانیا بود.
از باشگاه‌هایی که در آن بازی کرده‌است می‌توان به باشگاه فوتبال اتلتیک بیلبائو اشاره کرد.